# Arne Post
Arne Post (20 de septiembre de 1983) es un deportista noruego que compitió en triatlón. Ganó cinco medallas en el Campeonato Mundial de Triatlón de Invierno entre los años 2006 y 2011, y cuatro medallas en el Campeonato Europeo de Triatlón de Invierno entre los años 2006 y 2010.

## Palmarés internacional
| Campeonato Mundial | Campeonato Mundial          | Campeonato Mundial | Campeonato Mundial |
| Año                | Lugar                       | Medalla            | Prueba             |
| ------------------ | --------------------------- | ------------------ | ------------------ |
| 2006               | Sjusjøen (Noruega)          | Medalla de bronce  | Individual         |
| 2007               | Saint-Oyen (Italia)         | Medalla de oro     | Individual         |
| 2008               | Freudenstadt (Alemania)     | Medalla de oro     | Individual         |
| 2009               | Gaishorn am See (Austria)   | Medalla de plata   | Individual         |
| 2011               | Jämijärvi (Finlandia)       | Medalla de plata   | Individual         |
| Campeonato Europeo |                             |                    |                    |
| Año                | Lugar                       | Medalla            | Prueba             |
| 2006               | Schilpario (Italia)         | Medalla de plata   | Individual         |
| 2007               | Triesenberg (Liechtenstein) | Medalla de plata   | Individual         |
| 2009               | Látky (Eslovaquia)          | Medalla de oro     | Individual         |
| 2010               | Lygna (Noruega)             | Medalla de plata   | Individual         |